# Ханна Крал
Ханна Крал-Шперко̀вич (на полски: Hanna Krall-Szperkowicz; 20 май 1935, Варшава) е полска писателка и журналистка.

## Биография
Ханна е от еврейско семейство. Израства в Люблин. По време на военните години се крие заедно със семейството си, но баща ѝ и много нейни роднини умират. След войната е отгледана в сиропиталище. Завършва Варшавския университет. От 1955 г. работи в столичния вестник ciycie Warszawy. През 1966 – 1969 г. е кореспондент на ежеседмичника „Политика“ в СССР, през 1969 – 1981 е сътрудник на „Политика“. Напуска редакцията след обявяването на военно положение. Работи в киното, преподава журналистика. От началото на 90-те години сътрудничи на „Газета Виборча“. По нейни сценарии са снимани филми на Ян Якуб Колски и Кшищоф Кеслевски, с когото тя е приятелка. Хана пише възпоменание за Константин Паустовски.
Ханна Крал е член на Съюза на писателите на Полша.

## Книги
- Na wschód od Arbatu, Warszawa: Iskry, 1972 (репортажи от СССР)
- Zdążyć przed Panem Bogiem, Kraków: Wydawnictwo Literackie, 1977 (роман за Варшавското гето, в съавторство с Марек Еделман)
- Sześć odcieni bieli, Warszawa: Czytelnik, 1978
- Sublokatorka, Paryż: Libella, 1985; Kraków 1985
- Okna, Londyn: Aneks, 1987; Warszawa 1987
- Trudności ze wstawaniem, Warszawa 1988 (официално издание – Warszawa: Alfa, 1990)
- Hipnoza, Warszawa: Alfa, 1989
- Taniec na cudzym weselu, Warszawa: BGW, 1993
- Co się stało z naszą bajką, Warszawa: Twój Styl, 1994 (повест за деца)
- Dowody na istnienie, Poznań: Wydawnictwo a5, 1995
- Tam już nie ma żadnej rzeki, Kraków: Wydawnictwo a5, 1998
- To ty jesteś Daniel, Kraków: Wydawnictwo a5, 2001
- Wyjątkowo długa linia, Kraków: Wydawnictwo a5, 2004 (литературна премия Нике, 2005)
- Spokojne niedzielne popołudnie, Kraków: Wydawnictwo a5, 2004
- Król kier znów na wylocie, Warszawa: Świat Książki, 2006 (номинация за премия Angelus)
- Żal, Warszawa: Świat Książki, 2007
- Różowe strusie pióra, Warszawa: Świat Książki, 2009
- Biała Maria, Warszawa: Świat Książki, 2011

## Награди
- Голямата награда на Фонда за култура (1999)
- Носител на католическия орден Ecce Homo (2003)
- Носител на Лайпцигската премия за принос към европейското разбирателство (2000)
- Хердерова награда за принос в развитието на европейската култура (2005)
- Награда Рикарда Хух (2008)
- Носител е и на други литературни и журналистически награди в страната и чужбина. Книгите ѝ са преведени на много езици по света.